# Krzysztof Kauba

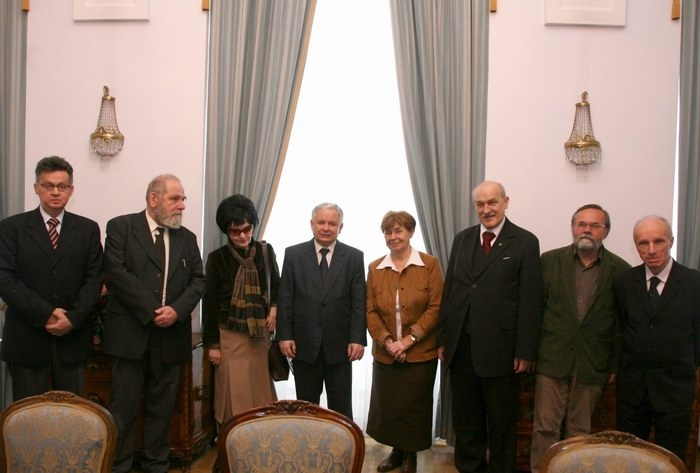
Kapituła Orderu Odrodzenia Polski w 2009 roku. Na zdjęciu od lewej: Sławomir Radoń, Bohdan Cywiński, Marta Olszewska, Lech Kaczyński, Irena Zofia Romaszewska, Jerzy Kropiwnicki, Ryszard Bugaj i Krzysztof Kauba.

Krzysztof Andrzej Kauba (ur. 17 lutego 1941 w Warszawie) – polski prawnik, działacz „Solidarności”, sędzia w stanie spoczynku.

## Życiorys
W czasach PRL był sędzią sądu wojewódzkiego w Warszawie. W latach 80. wstąpił do Niezależnego Samorządnego Związku Zawodowego Pracowników Wymiaru Sprawiedliwości (związek przystąpił wkrótce do NSZZ „Solidarność”). W międzyzakładowej komisji „Solidarność” sądów warszawskich i notariatu sprawował funkcje skarbnika i kuratora zawodowego. W trakcie stanu wojennego został odwołany z funkcji sędziego przez Radę Państwa, za posiadanie podziemnej prasy. Publikował w Tygodniku Solidarność. W latach 90. był rzecznikiem prasowym Sądu Najwyższego, a następnie Zastępcą Rzecznika Interesu Publicznego. 22 października 2008 został odznaczony Krzyżem Komandorskim z Gwiazdą Orderu Odrodzenia Polski, za wybitne zasługi dla przemian demokratycznych w Polsce, za osiągnięcia w działalności publicznej i społecznej, przez prezydenta Lecha Kaczyńskiego. 15 stycznia 2009 został powołany w skład Kapituły Orderu Odrodzenia Polski.